# Anton Seidl

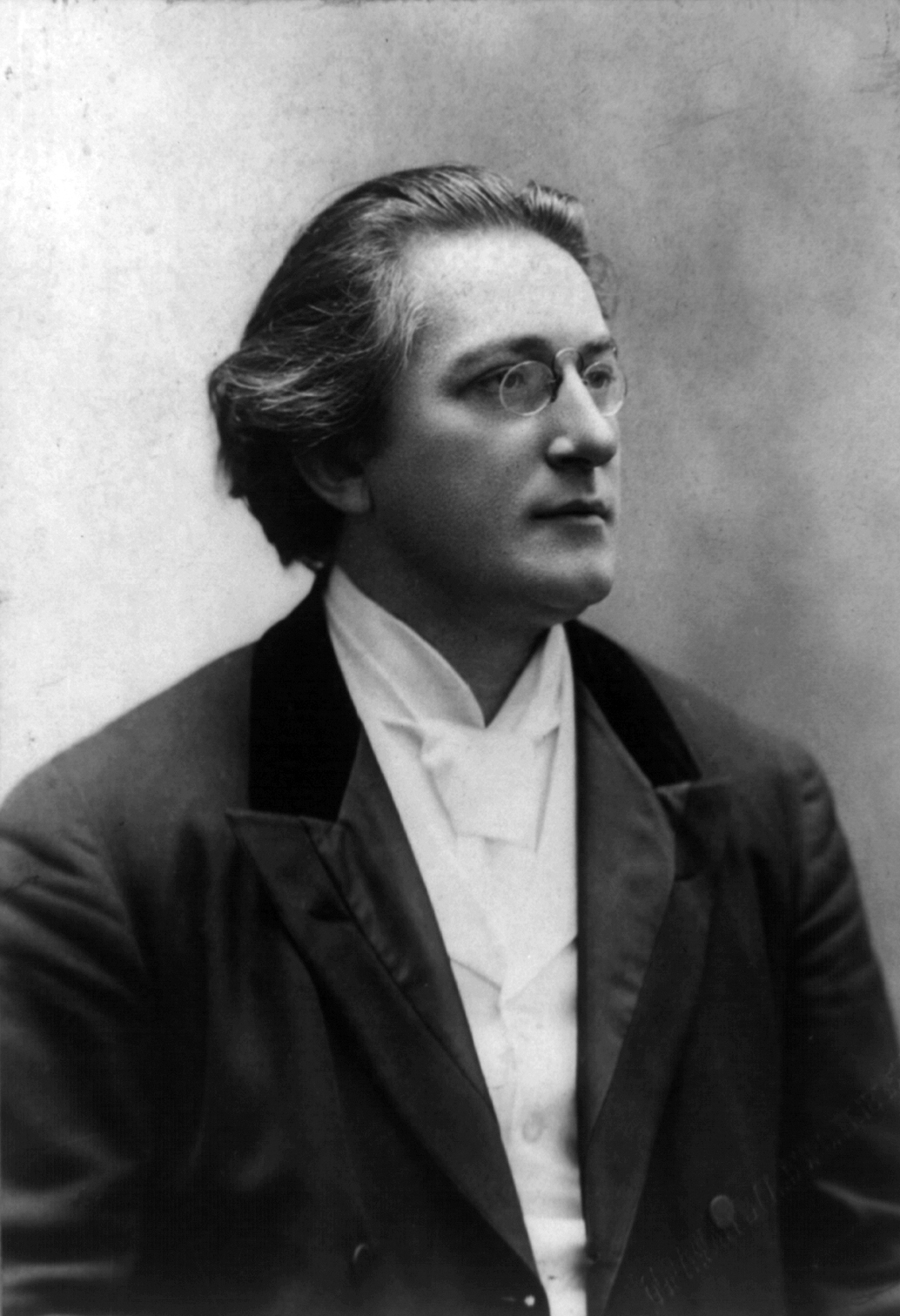
Anton Seidl

Anton Seidl (* 7. Mai 1850 in Pest, Kaisertum Österreich; † 28. März 1898 in New York) war ein ungarisch-amerikanischer Dirigent und Orchesterleiter.

## Leben und Wirken
Nach seiner Schulausbildung studierte Seidl von 1870 bis 1872 am Leipziger Konservatorium. Danach kehrte er in seine Heimatstadt zurück und wurde von Hans Richter zum Dirigenten ausgebildet. Anschließend schloss er sich zunächst der so genannten „Nibelungen-Kanzlei“ in Bayreuth an, einer Gruppierung um Felix Mottl, Hans Richter, Hermann Zumpe, Adolf Wallnöfer und anderen, die sich mit der Interpretation und vor allem mit der Vermarktung der verschiedenen Wagneropern beschäftigten und bei den Proben zu diesem Zwecke anwesend sein durften. Durch diese Kontakte wurde Seidl auf Empfehlung Richard Wagners an das Opernhaus Leipzig als Theaterkapellmeister unter dem Operndirektor Angelo Neumann berufen, welcher sich dort insbesondere durch seine Wagnerinszenierungen einen überregional anerkannten Ruf erworben hatte. In den Jahren 1882 und 1883 gehörte Seidl ferner dem Ensemble des von Neumann gegründeten so genannten „Wandernden Wagner-Theater“ an. Mit diesem reisenden Wagnerensemble, zu dem ein komplettes Orchester, ein Opernchor sowie Bühnenausrüstung und Bühnentechniker gehörten, trat er in den nächsten Jahren in mehreren Städten Europas auf und war dabei maßgeblich an der Aufführung von insgesamt 135 Ring-Vorstellungen und über 50 sonstigen Wagner-Konzerten beteiligt.
Nach dieser Tourneephase und verschiedenen Zwischenengagements unter anderem in Bremen (1883–85) und im August 1885 am Deutschen Landes-Theater Prag, jeweils immer mit Angelo Neumann, brach er noch im gleichen Jahr (Oktober 1885) zu seiner ersten Tournee nach New York auf. Am 23. November 1885 feierte er mit Wagners Oper Lohengrin an der Metropolitan Opera sowie ein Jahr später mit Tristan und Isolde mit Lilli Lehmann und Albert Niemann in den Hauptrollen einen sensationellen Erfolg. In den Folgejahren verlegte Seidl daraufhin seinen Arbeitsschwerpunkt vollends nach New York, arbeitete als Co-Dirigent von Leopold Damrosch und nach dessen Tod von Walter Damrosch an der New York Symphony Society. Bis 1891 brachte er dort weitere bis dahin in Amerika teilweise noch unbekannte Wagneropern zur Aufführung, die dadurch einen nicht vorhersehbaren Siegeszug erreichten. Im Jahr 1891 wechselte er schließlich noch zu den New Yorker Philharmonikern, wurde aber immer wieder zu Gastauftritten an die „Met“ in New York und in andere Städte wie beispielsweise 1891 auf Bitten von Benjamin Johnson Lang zur Erstaufführung des Parsifals nach Boston eingeladen. Insgesamt hatte Seidl 471-mal die Gesamtleitung inne, davon beschäftigten sich 291 Dirigate bei insgesamt mehr als 35 Opern allein mit den Werken Wagners. Bis zu seinem Tode blieb Seidl den Philharmonikern treu, setzte sich dabei aber auch für die Förderung so genannter „amerikanischer Musik“ europäischer Komponisten ein und leitete beispielsweise die gefeierte Uraufführung von Antonín Dvořáks  9. Sinfonie Aus der neuen Welt am 16. Dezember 1893 in der Carnegie Hall.
Darüber hinaus gründeten im Jahr 1889 kulturbegeisterte Frauen die Seidl Society, eine Gruppe von Musikern, zusammengestellt aus den Orchestern der „Met“ und den Philharmonikern, das als Seidl-Orchestra am Strand von Brighton Beach zahlreiche Sommerkonzerte als Wagners Nights zum Besten gab. Seidls Verhältnis zur Familie Wagner insbesondere zu Cosima Wagner, weniger zu Siegfried, den er praktisch mit aufgezogen hatte, wurde allerdings seit seiner Zeit in New York immer distanzierter, da er die Wagneroper straffer und moderner und damit für Amerikaner verständlicher interpretierte. Deshalb trat Seidl lediglich noch einmal in Bayreuth auf, als er 1897 bei den Bayreuther Festspielen den Parsifal leitete. Im gleichen Jahr trat er noch einmal zu einem Gastspiel in London auf, bevor er bereits ein Jahr später am 28. März 1898 im Alter von erst 48 Jahren an einem verdorbenen Fisch verstarb.
Anton Seidl, welcher seit 1891 die amerikanische Staatsbürgerschaft hatte, war verheiratet mit der aus Österreich stammenden Sängerin Auguste Kraus (1853–1939). Ihm zu Gedenken wurde der Anton-Seidl-Preis (Anton-Seidl-Award) der Wagner-Society of New York für exzellente Wagner-Interpretationen an der „Met“ kreiert. Dieser Preis wurde bisher unter anderem an James Levine, Otto Schenk, Günther Schneider-Siemssen, Birgit Nilsson und an Jon Vickers vergeben.

## Werk
- Anton Seidl (Hrsg.): The Music of the Modern World. 2. Bde., Appleton & Company, New York 1895.